# Earophila niveifascia
Earophila niveifascia är en fjärilsart som beskrevs av George Duryea Hulst 1902. Earophila niveifascia ingår i släktet Earophila och familjen mätare. Inga underarter finns listade i Catalogue of Life.